# Spirorbina
Spirorbina es un género de foraminífero bentónico de la familia Rosalinidae, de la superfamilia Discorboidea, del suborden Rotaliina y del orden Rotaliida. Su especie tipo es Spirorbina simplex. Su rango cronoestratigráfico abarca el Holoceno.

## Clasificación
Spirorbina incluye a las siguientes especies:
- Spirorbina neapolitana
- Spirorbina simplex
- Spirorbina superba